# 合併会計
合併会計（がっぺいかいけい）とは、ある企業又は事業が他の企業又は事業の資産と負債を受け入れて財務諸表を一つにする（＝合併）時に行われる処理のことである。企業の合併は日常的に生じており、合併会計は商業簿記・企業会計の主要な論点の1つとなっている。

## 評価替
合併会計にあたっては、まず被合併会社の資産について、
純資産の部の繰越利益剰余金勘定を用い評価替を行う。
評価替では土地の再評価をしたり、繰延資産の評価額をゼロにしたりする。

## 企業評価額の算定
次に企業評価額の算定を行う。以下の方法などがある。
純資産額法企業評価額　＝　総資産　－　総負債
収益還元価値法企業評価額　＝　自己資本　×　自己資本利益率　÷　資本還元率

## 合併比率・交付株式数の決定
合併比率、交付株式数は以下の通りである。
- 合併比率　＝　被合併会社の1株あたり企業評価額　／　合併会社の1株あたり企業評価額
- 交付株式数　＝　被合併会社の発行済株式総数　×　合併比率

## 合併仕訳
合併仕訳（合併受入仕訳）では、まず被合併会社の「資産・負債の評価」をし、「取得原価」を自己株式の処分額'や株式発行額（増加資本）により仕訳、最後にその貸借差額をのれん（Goodwill）や営業権、その他資本剰余金として計上する。
このとき、その合併が「支配」と伴うものかどうかにより、パーチェス法（Purchase accounting）または持分プーリング法（Pooling method）で処理する。

### のれん
のれんは企業会計上、日本的会計から国際会計基準へのコンバージェンスにおいて扱いに注意を要するようになっている。
詳しくはのれん (会計)と国際財務報告基準を参照。

### パーチェス法
合併の形態が、支配を伴う取得とみなされる時適用される。合併の多くは支配を伴うため、多くはこのパーチェス法で行われる。
パーチェス法では、被合併会社の資産及び負債は時価（公正市場価格、Fair Market Value）で再評価し、貸借差額はのれんとして計上する。
```
＜例＞
（借）諸資産　150,000　（貸）諸負債　　　90,000
　　　のれん　 10,000　　　　資本金　　　20,000
　　　　　　　　　　　　　　 資本準備金　10,000
　　　　　　　　　　　　　　 自己株式　　40,000
```

### 持分プーリング法
合併の形態が、支配を伴わない持分の結合とみなされる時適用される。この時、被合併会社の資産及び負債は簿価で評価するため、のれんは発生しない。
```
＜例＞
（借）諸資産　　　　   150,000　（貸）諸負債　 　120,000
 　　 その他資本剰余金　10,000　  　　資本金　　　30,000
　　　　　　　　　　　　　　　　　 　 自己株式　　10,000
```

なお、平成15年10月31日に公表された「企業結合に係わる会計基準」では持分プーリング法の採用も一定の場合認められていたが、平成20年12月26日に公表された「企業結合に関する会計基準」において日本でも会計処理法はパーチェス法に一本化されることとなった。

## 合併会社間取引
合併会社間の資本や取引に関わる金額は、合併に伴って同一社内での取引行為となるため財務諸表上は相互に消去される。

### 資本勘定
相互関係にあった場合には親側の投資勘定と子側の資本勘定が相互に消去される。

### 取引勘定
合併会社間に販売取引があれば売上と売上原価、売掛金と買掛金が相互に消去される。

### 未実現利益（内部利益）
合併会社間での商品取引によって、商品購入会社の棚卸資産に含まれる販売会社の利益分が未実現利益であり消去される。
また、同様に固定資産の売買であれば、固定資産購入会社の固定資産に含まれる販売会社の利益分が未実現利益であり消去され、販売会社の固定資産の減価償却費は利益の分だけ余分に減価償却されているのでその余分額が戻されることで消去される。
社債や債権、債務についても同様に消去される。